# Myophonus castaneus
Myophonus castaneus là một loài chim trong họ Muscicapidae.